# مديرية مغرب عنس

تعديل مصدري - تعديل

مديرية مغرب عنس هي إحدى مديريات محافظة ذمار في اليمن. بلغ عدد سكانها 53261 نسمة عام 2004.